# Cratloe Woods
Cratloe Woods är en skog i republiken Irland. Den ligger i grevskapet Clare och provinsen Munster, i den centrala delen av landet, 180 km väster om huvudstaden Dublin.